# 弗雷德里克·維斯
弗雷德里克·維斯（法語：Frédéric Weis，1977年6月22日—），法國前男子職業籃球運動員。身高2.18公尺，曾是歐洲最受矚目的中鋒，連續4屆法甲聯賽明星，2000年雪梨奧運幫法國拿下隊史最佳的銀牌。
2011年3月，他宣布退休。

## 个人职业
2000年被纽约尼克斯首輪第15順位挑中，但當時正逢纽约尼克斯高層改組，曾被纽约尼克斯邀請參加夏季聯賽。
2007年纽约尼克斯隊將他做為交易配菜送給休士頓火箭隊，但仍沒有知會他，火箭也對他沒興趣。
2009年1月28日，毕尔巴鄂因健康缺席了3场比赛后放弃了他，2月13 日，他与ViveMenorca 签约。
後來轉戰西班牙，一度染上酗酒，直到2011年從運動員生涯退休。

## 个人生活
2002 年，Weis 的妻子 Celia 生下了一个儿子 Enzo，当时 Weis 正在西班牙踢球。恩佐在蹒跚学步时被诊断出患有自闭症后，韦斯陷入了酗酒和抑郁症，西莉亚带着他们的儿子回到了法国。
2008 年，Weis 开车到比亚里茨的一个休息站，故意服用过量的安眠药，企图自杀。在未遂中幸存下来后，韦斯戒酒并与妻子和解。从篮球退役后，Weis 和 Celia 开始在法国利摩日经营一間菸草店和酒吧。
他目前是法国联赛的电视分析师。